# Primal Rage
Primal Rage (с англ. — «Первобытный гнев») — игра для аркадных автоматов жанра 2D файтинг, разработанная и выпущенная в 1994 году компанией Atari Games. Позже, игра портировалась на PC и множество игровых приставок.

## Игровой процесс
Primal Rage — это традиционный двухмерный файтинг, в котором 2 игрока выбирают себе по бойцу и сражаются один на один, либо один игрок играет кампанию против группы противников, которыми управляет искусственный интеллект. С каждым раундом при этом сложность повышается. Финальная битва представляет собой битву со всеми врагами, при том, что шкала здоровья не повышается при переходе с одного противника на другого. Всего игроку доступно на выбор 7 бойцов с уникальными движениями и способностями. Чтобы победить противника, нужно опустошить его шкалу здоровья. Если параметр Game Gore (с англ. — «Кровь в игре») включен, то на некоторых консолях при опустошении шкалы здоровья сердце, находящееся рядом с ней, взрывается.
Во время битвы, на поле боя бегают люди и поклоняются своему Богу. Этих людей можно подбрасывать своими ударами или съесть, чтобы немного восстановить здоровье. Во время финальной битвы нужно съесть как можно больше людей, чтобы восстановить здоровье.
В отличие от большинства файтингов, где специальные движения выполняются с помощью сначала движения в определённую сторону джойстика, а после нажатия одной или нескольких клавиш, в Primal Rage нужно сначала нажать кнопку, находящуюся внизу, и после двигать джойстиком. В поздних версиях после аркадной, выполнение «специальных движений» осуществляется более традиционным способом, но в настройках можно установить клавиши спецдвижений. После победы над противником, игроку даётся время на выполнение добивания. Кроме добиваний, есть и другие способы добивание: например, Вертиго может превратить противника в корову, и высветится надпись «La Vache Qui Rit» (с фр. — «Смеющаяся корова»).

## История
Во вселенной Primal Rage, метеоритный дождь вновь обрушился на Землю; технологии перестали существовать, цивилизация превратилась в руины, а человечество регрессировало в племена, подобно Каменному веку. В этом новом пост-апокалиптическом мире, названном «Урс» (англ. Urth), вследствие радиоактивных выбросов, происходит новая эволюция.
Из всех появившихся существ выделяются семеро, борющиеся за контроль над новым миром. Они делятся на тех, кто хочет сотворить мир на Урсе, и на тех, кто хочет повергнуть мир в хаос. Каждый из них обладает уникальными сверхъестественными способностями, означающими какие-либо стихии природы, как, например, жизнь и смерть, огонь и лёд. Они считаются Богами своей стихии. Всего 4 Бога-Добродетеля и 3 Бога-Разрушителя.

## Персонажи

### Положительные
- Армадон (англ. Armadon) — Бог жизни. Армадон борется за защиту Урса от Злых Богов. Полупрямоходящий динозавр, головой похожий на стиракозавра, а телом и хвостом — смесью анкилозавра и стегозавра. Согласно описанию на упаковке фигурки, его называют «Трицегазоратопс». Армадон обладает простыми комбо, которые выполняются вплотную. Его локация — впадины, поклоняющиеся ему одеты в светло-зелёные одежды.
- Близзард (англ. Blizzard) — Бог доброты и чести. Близзард является прямоходящим приматом. Он был много веков заморожен и освобождён во время падения метеоритов. Он жил высоко в горах и спустился, когда почувствовал угрозу миру. Благородный и героический, похожий на Йети, Близзард хочет остановить ущерб, наносимый войной Богов. Его специальные движения сосредоточены над манипуляцией льдом и холодом. Его локация — горы, поклоняющиеся ему одеты в синие одежды.
- Саурон (англ. Sauron) — Бог голода. Похож на тираннозавра, самый мощный и самый медленный из всех. Саурон бессмертен, пока ест человеческую плоть, поскольку он страдает от неутолимого голода. Несмотря на это, он не Злой Бог, он просто антигерой в группе. Его «Оглушающий рёв» (англ. Stun Roar) в виде энергетического пучка схож с рёвом Годзиллы. Его локация — бухта, поклоняющиеся ему одеты в пурпурные одежды.
- Тэйлон (англ. Talon) — Бог выживания. Скопирован с дейнонихозаврия. Тэйлон является отцом огромного семейства и яростно защищает его. Вступает в войну ради семейства. Является самым быстрым в игре, а также самым маленьким, поэтому некоторые атаки просто не попадают в него. Его локация — джунгли, поклоняющиеся ему одеты в серые одежды.

### Отрицательные
- Хаос (англ. Chaos) — Бог разложения. Второй примат в игре, Хаос ранее был учёным, который превратился в гигантскую обезьяну и был заключён в собственной грязи на долгое время. Среди трёх Богов Зла, Хаос известен как грубый и самый подлый из всех зверей, использует такие грязные приёмы, как «Пердёж ярости» (англ. Fart of Fury) и «Блевок силы» (англ. Power Puke). Его добивание «Золотой дождь» (англ. Golden Shower; Хаос своей мочой расплавляет противника до костей) посчитали настолько отвратительным, что из некоторых версий оно было вырезано цензурой. Его локация — руины города, поклоняющиеся ему одеты в жёлтые одежды.
- Диабло (англ. Diablo) — Бог зла и разрушения. Тираннозавр, испускающий пламя, хочет превратить Урс в магматический Ад, где он собирается мучить души всю вечность. Его графическая модель идентична модели Саурона, но она немного меньше и другой цветовой гаммы. Является лидером Злых Богов, собирается сжечь весь мир. Заклятый враг Саурона. Его локация — вулканы, поклоняющиеся ему одеты в красные одежды.
- Вертиго (англ. Vertigo) — Богиня безумия. Вертиго — уникальный зверь, с телом дромеозаврида и головой королевской кобры. Единственный в игре зверь женского пола. Она наносит самые длинные удары. По сюжету, она была в заключении на Луне в состоянии анабиоза до метеоритного дождя. Вертиго хочет поработить планету путём лишения людей индивидуальности и воли. Её локация — Стоунхендж, поклоняющиеся ей одеты в сине-зелёные одежды.

## Отсылки на другие игры
В журнале 1995 года GamePro, писатели выдвинули теорию, что существа игры являются отсылками на бойцов из Mortal Kombat. Армадон со своей электрической силой похож на Рейдена. Близзард со своими замораживающими атаками схож с Саб-Зиро. Диабло со своей возможностью извергать огонь похож на Скорпиона. Удар в полете Тэйлона напоминает аналогичный удар Лю Кэнга. У Саурона есть движения, создающие следы, как у Джонни Кейджа. Вертиго стреляет круглыми снарядами, да и вообще является единственным женским персонажем, как Соня Блейд. Наконец, грубый стиль борьбы Хаоса делает его похожим на Кано (хотя у последнего и нет настолько специфических приёмов).
Кроме того, концепции двух ярых врагов (Саурон и Диабло, Хаос и Близзард) напоминают вечное противостояние Скорпиона и Саб-Зиро из Mortal Kombat.

## Реакция на игру
Как и другие кровавые файтинги того времени (в первую очередь, Mortal Kombat), Primal Rage вызвал споры относительно уровня насилия, кровавых добиваний и поедания людей вживую. Хоть это и кровавая игра, она удостоилась отметки «T» (для подростков от 13 лет), но это не остановило критиков, и они требовали поставить рейтинг «Mature» (от 17 лет), как у Mortal Kombat. Чтобы утихомирить критиков, игра была отменена, перепрограммирована и переиздана несколько раз. Позже в аркадной версии сделали переключатель «Gore/No Gore», которым можно отключить все добивания, все кровавые эффекты и возможность поедания людей. В консольных версиях эта возможность находится в настройках.
Портированные версии игры были встречены достаточно холодно. Критики отмечали ухудшенное управление, невыразительную графику и прочие недоработки по сравнению с аркадной версией игры. Наиболее отрицательной критики удостоились версии для Sega Genesis и SNES. Некоторые игровые журналы назвали эти версии одними из худших файтингов всех времен.

## Продолжение
В 1995 году Atari Games начали разрабатывать сиквел под простым названием Primal Rage 2. Игра так и не была выпущена, в связи с низким уровнем ожидания и другими производственными проблемами, хотя тестовый автомат был поставлен в Гольф Лэнде в Саннивейле, Калифорния. По сюжету, персонажи оригинальной игры оказались в ловушке и не могли бороться друг с другом напрямую, поэтому они выбрали по одному своему представителю из людей, чтобы они дрались от их имени. Эти представители получили возможность превращаться в своего Бога. Также были созданы новые Боги, например Слэшфэнг (англ. Slashfang), доисторический боец-смилодон, а также живой скелет дракона, вырезанный из первой части. Хотя они так и не появились в игре, они попали на продажу в качестве игрушек.
История 2-й части — это продолжение 1-й. Оказалось, что метеорит, упавшией на Урс, является яйцом дракона Некросана (англ. Necrosan) — чудовища, прилетевшего уничтожить Урс. Чтобы защитить свой мир, Боги объединились и сразились с Некросаном, но потерпели поражение и впали в состояние полу-анабиоза. Боги сформировали для себя аватары из людей и сражались с приспешниками Некросана, чтобы освободиться и вновь сразиться с пришельцем.

### Аватары
Тор — аватар Армадона.
Тор — Неопаладин, который вступил в битву с целью защитить Урс от самоуничтожения. Будучи наделенным силой Армадона его броня стихий обладает силой, с которой его врагам приходиться считаться.
Оружие — булава.
Возраст — 32 года.
Шенк — аватар Хаоса.
Шенк — продукт своего собственного неудачного эксперимента с генами. Будучи безумным и мутировавшим, он верит, что ДНК Некросана поможет ему найти ключ к очистке собственных генов.
Оружие — Дубина Хаоса.
Возраст — 952 года.
Казе - аватар Близзарда.
Казе — тихий и спокойный лидер племени Близзарда. Близзард даровал ему меч, способный замораживать своих врагов как награду за его благочестивые деяния.
Оружие — Клык Дракона.
Возраст — 27 лет.
Сяо Мин — аватар Слэшфэнга.
Сяо Мин — ловкий и высокомерный боец, дерзнувший бросить вызов богу охоты Слешфенгу. Вместо того чтобы убить его, он решил оставить ему жизнь, дабы тот навсегда был известен как «Боец Номер Два».
Оружие — Он сам!
Возраст — 21 год.
Малисса — аватар Вертиго.
Малисса — юная девушка, защищающая последние секреты колдовства, известные ещё с начала времен. Она надеется познать новые силы из нечестивого союза с Вертиго.
Оружие — Змеиный посох.
Возраст — 24 года
Кина — аватар Тейлона.
Кина — девочка, пытающаяся восстановить свою родину и закончить тренировки. Видя в ней великую надежду, Тейлон наделил её огромной ловкостью и интеллектом.
Оружие — Когти Раптора.
Возраст — 15 лет.
Арик — аватар Саурона.
Арик — падший принц, ищущий Некросана дабы свершить свою месть. Саурон принял клятву Арика и даровал ему устрашающий меч Плотояд.
Оружие — Плотояд.
Возраст — 29 лет.
Синджин — аватар Дьябло.
Синджин — воитель, страдающий от своего бессмертия. Он вымещает свои страдания на смертных, принося им муки страшнее чем его собственные.
Оружие — Мучитель.
Возраст — Неизвестен.
Когда Primal Rage 2 была отменена, Atari сочли необходимым хоть как-то представить дальнейшую историю в той или иной форме. Так, в 1997 году, вышел роман под названием «Первобытная Ярость: Аватары» (англ. Primal Rage: The Avatars), написанный Джоном Ворнхолтом.

## Портирование
Primal Rage была портирована на следующие консоли: PlayStation, 3DO Interactive Multiplayer, Sega 32X, Atari Jaguar CD, Sega Saturn, Amiga, Mega Drive/Genesis, Super Nintendo, Sega Game Gear, Game Boy и PC. Игра также входила в Midway Arcade Treasures 2 для PlayStation 2, Xbox и Nintendo GameCube. Также был выпущен пиратский порт на Master System и включал только 3 играбельных персонажа — Хаоса, Близзарда и Саурона.
Хотя модели бойцов стали немного меньше, но порт для компьютера является наиболее точным из портов. В версии для PlayStation вырезано много анимации и ухудшилась цветовая палитра персонажей. В Sega Saturn также пропала некоторая анимация. В 3DO и Jaguar CD пропала некоторая анимация и ухудшилась графика. Amiga, Super Nintendo, Sega Genesis и карманные версии были сильно сокращены в связи со слабой мощностью этих приставок. Sega 32X версия немного красочнее, чем для Genesis, но всё равно довольно сильно сокращена.